# Missing (telessérie de 2003)
Missing (originalmente titulada 1-800-Missing) é uma série de televisão canadense-estadunidense estrelada por Vivica A. Fox. É baseada na série de livros Desaparecidos, de Meg Cabot.

## Sinopse
A noite promete uma tempestade e o céu é recortado por uma série de raios.
A jovem Jess e sua mãe saem à procura do irmão que está solitário numa antiga ponte de ferro. Jess se aproxima para falar com ele quando de repente um raio atinge a ponte e faz com que ela, sem perceber, adquira um poder sobrenatural. A partir daquela noite, os sonhos de Jess vão se tornar um mapa pelo qual as autoridades poderão localizar pessoas desaparecidas.
Jess observa na embalagem de suco que existe a foto de uma garotinha desaparecida e à noite, tem um sonho que lhe permite dar as coordenadas para que a mesma seja encontrada. Ela telefona para uma divisão do FBI especializada em pessoas desaparecidas e relata o que sabe. Ninguém lhe dá muita importância e somente após muita insistência é que o chefe da divisão decide averiguar e fica surpreso, porque de repente, Jess, através dos seus sonhos os ajudou a desvendar verdadeiros mistérios.

## Elenco
- Caterina Scorsone ... Agente do FBI Jess Mastriani (1ª-3ª temporada)
- Vivica A. Fox ... Agente do FBI Nicole Scott (2ª-3ª temporada)
- Mark Consuelos ... Agente do FBI Antonio Cortez (2ª-3ª temporada)
- Justin Louis ... John Pollock (2ª-3ª temporada)
- Gloria Reuben ... Agente do FBI Brooke Haslett (1ª temporada)
- Justina Machado ... Agente do FBI Sunny Estrada (1ª temporada)
- Dean McDermott ... Agente Especial do FBI Alan Coyle (1ª temporada)
- Brittany Bristow ... Shayla Andrews (1ª temporada)